# Илья Муромец (фильм)
«Илья́ Му́ромец» — первый советский широкоэкранный художественный фильм Александра Птушко по мотивам русских народных былин о богатыре Илье Муромце. Вышел на экраны СССР 16 ноября 1956 года.

## Сюжет
Кали́ки перехожие встречают великана-богатыря Святогора, который жалуется, что земля его не держит, и передаёт им свой меч, а сам вместе со своим конём превращается в гору. В лесной деревне больной Илья Муромец сидит на печи. Звенит набат, и конная орда тугар во главе с мурзой Сартаком совершает набег на деревню. В плен попадает девушка по имени Василиса, и видящий это Илья Муромец жалуется на отсутствие у него богатырской силы.
Тугары грабят княжеский обоз, и Сартак пленяет боярина Мишатычку. Однако мурза отпускает боярина, понуждая его стать предателем. Калики идут по сожжённой местности и приходят в деревню Ильи Муромца. Они просят его дать воды, на что Илья объясняет, что подать не может, но приглашает их зайти и взять воды самим. Старейший из каликов поит больного соком встань-травы, и тем самым Илья Муромец исцеляется и получает меч Святогора. Родители рады исцелению, но Илья говорит им, что хочет стать богатырём — защитником Русской земли. Родители дают благословение, а пахарь Микула Селянинович дарит Илье жеребёнка, из которого вырастает богатырский конь.
Илья доезжает до камня-указателя и выбирает путь, на котором засел Соловей-разбойник. Последний пытается убить богатыря свистом, но только сам попадает в плен. В Киеве князь Владимир Красное Солнышко после суда устраивает пир, а глашатаем выступает богатырь Алёша Попович. Он встречает свою возлюбленную Алёнушку и приглашает её на пир, однако этому не рады её родственники, да и боярыня Берметовна сама влюблена в молодого богатыря и пытается привлечь его внимание. На пир приходит возвратившийся с посольством из Царьграда богатырь Добрыня Никитич.
Илья Муромец прибывает в Киев на пир и враждует с Алёшей Поповичем. Боярин Мишатычка подносит дары князю Владимиру и заявляет, что с трудом отбился от тугар и убил Соловья-разбойника. Однако Илья Муромец обвиняет боярина во лжи и показывает пленённого Соловья. Князь просит Илью, чтобы тот заставил Соловья засвистеть. Свист разбойника приносит огромные разрушения, и его по приказу князя убивают в тайном месте.
Илья заключает завет дружбы с Добрыней и Алёшей. От тугар приезжает посол — Идолище Поганое, однако переговоры не ладятся. Илья убивает посла и прогоняет тугар из Киева. Он рассказывает князю историю своей жизни и получает от Владимира Красное Солнышко дело. Илья Муромец приезжает на самую дальнюю заставу, где неподалёку расположилось кочевье мурзы Сартака, который хочет подарить пленённую Василису Калину-царю — повелителю тугарского народа. Однако богатырь прогоняет тугар вместе с мурзой и освобождает Василису. Она дарит богатырю сотканную ею же скатерть-самобранку.
Через некоторое время Илья расстаётся с беременной Василисой и дарит на прощание княжеский перстень, некогда подаренный ему князем Владимиром, и просит назвать сына именем Сокольничек. На реке Василиса сопровождает посланного с купеческими товарами из Киева боярина Матвея Сбродовича. Однако тугары нападают на караван, и Василиса снова попадает в плен к Сартаку, а боярин получает ранение.
В конце зимы в Киеве князь Владимир празднует со своими подданными Масленицу. В самый разгар праздника появляется раненый Матвей Сбродович и сообщает князю об разграблении каравана тугарами. Князь в гневе сетует на отсутствие Ильи Муромца, чем и пользуется боярин Мишатычка. Владимир даёт приказ не пускать во дворец Илью Муромца, который вскоре приезжает в Киев с известием о боярском предательстве.
Богатырь вступает в спор с боярами во главе с Пленчищем и Мишатычкой. Затем появляется Добрыня Никитич и уговаривает Илью пройти на пир в княжеские палаты. Там под влиянием речей Мишатычки князь приказывает бросить богатыря в темницу. Добрыня и Алёша Попович с гневом уезжают из Киева. Княгиня Апраксия просит своего мужа изменить своё решение, но тот непреклонен и приказывает Мишатычке следить за питанием заточённого Ильи.
Проходит время. Оказывается, что Мишатычка не выполнил приказ князя и хочет отправить бочонок с данной когда-то Сартаком тканью от тугарского бунчука по днепровским водам. Но брошенным бочонком он мешает рыбачить Разумею и бежит, оставляя в капкане ключ от темницы. Разумей прячет ключ и забирает с собою тугарскую ткань. Калин-царь откладывает поход тугар на Киев, потому что занят тем, что настраивает рождённого Василисой от Ильи Сокольничка против Руси. Сам Сокольничек побеждает в поединке силача Телебугу.
Орды тугар вторгаются на Русь и становятся лагерем под Киевом. Калин-царь требует от князя Владимира выдачи ему за 3 дня огромной дани, и князь соглашается выполнить требования. Княгиня упрекает своего мужа, и последний намеревается спуститься в темницу и попросить прощения у Муромца. Однако Илья Муромец раскрывает князю Владимиру глаза на предательство боярина и показывает всем скатерть-самобранку, спасшую его от голодной смерти. Княжеская чета вместе с народом просит Муромца защитить Русь от тугарского нашествия, а боярин-предатель получает по заслугам.
На дальней заставе Добрыня Никитич и Алёша Попович одерживают победу в бою над тугарами и после встречи с каликом перехожим идут на помощь Киеву, где князь сетует на недостаток времени для сбора общерусского войска. Илья Муромец обещает Владимиру выторговать у Калина ещё три дня. Он надевает одежду посла и отправляется к тугарам с пустыми дырявыми мешками, веля помощникам раскидать по дороге от Киева три мисочки монет и жемчужин, и объясняет Калину, что богатые дары по дороге рассыпались.
Калин-царь приказывает своим воинам собрать потерянные дары, на что отводит целый день. Однако тугары, выполняя этот приказ, прячут найденное у себя за пазухой. Илья раскрывает их обман перед Калином-царём, и тот убивает нескольких обманщиков. Испуганные тугары по совету шамана Неврюя кладут и найденные дары, и собственные богатства к ногам своего повелителя так, что образуется огромный курган.
Калин-царь объявляет, что тугары отступят от стен Киева в случае выдачи ему Муромца. В ответ на это неузнанный Илья просит ещё два дня, после чего раскрывает перед тугарами свою настоящую сущность и скачет к стенам Киева, где князь уже собрал всех воинов. Калин-царь в гневе хочет послать погоню, но вмешивается Сокольничек и вызывает на поединок Илью Муромца. Отец и сын бьются между собой, однако Илья Муромец видит княжеский перстень на руке у своего противника и раскрывает ему глаза. Муромец просит Сокольничка вернуться в кочевья тугар и отыскать среди пленных Василису.
Илья Муромец делает так, что выигрывает поединок, и это заставляет тугарские орды решиться на бой против русской рати и на штурм Киева. Мурза Сартак погибает от руки Алёши Поповича. Калин-царь приказывает выпустить Змея Горыныча. Трёхглавый змей является на поле боя, и благодаря этому тугары переходят в наступление. Но русские воины во главе с Алёшей Поповичем, к которым присоединяется Сокольничек, окружают Змея и вступают в бой с ним. Змей Горыныч погибает от руки Ильи Муромца, и русские переходят в наступление. Тугары терпят поражение и бегут от стен Киева, а шаман Неврюй погибает. Калин-царь попадает в плен, и Муромец воссоединяется со своей женой, которая при помощи сына смогла сбежать из плена.
Сокольничек вступает в личную дружину князя Владимира, Илья Муромец держит речь под стенами Киева.

## Создание
Съёмки фильма-сказки, кроме павильонов «Мосфильма», проходили в Крыму и на берегах Камского водохранилища близ деревень Лунежки и Константиновка, где была выстроена родная деревня богатыря — Карачарово. Декорации Древнего Киева с городскими постройками и крепостной стеной были возведены на Чайной горке в Ялте, а на берегах только построенного Симферопольского водохранилища снимались днепровские сцены.
Для эпизода нашествия тугарской орды потребовалось бы несколько десятков тысяч всадников и пеших «воинов» — непосильная задача с точки зрения экономики фильма и организации. Птушко привлёк к работе молодых и амбициозных операторов Б. Травкина, А. Ренкова и художника Е. Свидетелева, способных объединить несколько приёмов комбинированных съёмок в один, чтобы достичь желаемого результата:

В первую экспозицию массовку располагали на самом дальнем плане. Перед объективом устанавливали множительную зеркальную приставку с восемью-девятью зеркальными пластинами, каждая из которых создавала изображение 1000 человек, позволяя тем самым заполнить дальний план по линии горизонта. Остальную часть кадра без массовки маскировали. При второй экспозиции массовку приближали к киноаппарату, перспективно укрупняя. Для заполнения этого участка кадра изображением людей требовалось уже шесть зеркальных полос. Ранее снятый участок кадра перекрывали контрмаской. В третью экспозицию массовку приближали ещё, и для её «умножения» требовалось четыре зеркальных пластины. Массовка для четвёртой экспозиции полностью заполняла передний план, и множительной приставки не требовалось. В этом случае киноаппарат поворачивали в сторону массовки и производили съёмку этого участка кадра.
 Для создания эффекта бегущих облаков небо снимали в пятую экспозицию путём замедленной съёмки (до 1 кадр/с). Для плавного соединения изображения неба с горизонтом и создания воздушной дымки на горизонте как бы от поднятой всадниками пыли в шестую экспозицию производили цветную засветку с оттенением от горизонта к переднему плану.
— Борис Плужников, «Искусство комбинированных киносъёмок», 1984
Так съёмка кадра по частям с использованием неподвижных масок и контрмасок в сочетании с множительной зеркальной приставкой позволила «обмануть» экспертов, насчитавших «более 104 тысяч статистов одновременно».
Для сцен со Змеем Горынычем были изготовлены три разномасштабных макета дракона, самый большой — около 20 метров, которым управляли помещённые внутри люди.
Привлечение разных методов комбинированных и трюковых съёмок позволили удешевить стоимость, не ухудшая художественных качеств картины.
Фильм снимался одновременно в двух вариантах: широкоэкранном и обычном.

## В ролях
- Борис Андреев —  богатырь Илья Муромец
- Андрей Абрикосов — князь Владимир
- Наталья Медведева — княгиня Апраксия
- Нинель Мышкова — Василиса, жена Ильи Муромца
- Александр Шворин — Сокольничек, сын Ильи (в возрасте 20 лет)
- Сергей Мартинсон — боярин Мишатычка
- Георгий Дёмин — Добрыня Никитич
- Сергей Столяров — Алёша Попович
- Михаил Пуговкин — мастер Разумей
- Владимир Соловьёв — Касьян
- Ия Арепина — Алёнушка, возлюбленная Алёши Поповича
- Всеволод Тягушев — Матвей Сбродович
- Николай Гладков — боярин Пленчище
- Шукур Бурханов — Калин-царь
- Садыкбек Джаманов — мурза Сартак
- Муратбек Рыскулов — шаман Неврюй
- Шамши Тюменбаев — Азвяк
- Сергей Троицкий — боярин
- Тамара Носова — боярыня Берметовна
- Александра Данилова — мать Василисы
- Лев Лобов — купец
- Иван Рыжов — начальник конной стражи
- Хабибулло Абдураззаков — половец, в титрах не указан
- Иван Бондарь[укр.] — оружейник, в титрах не указан
- Ольга Ленская — эпизод, в титрах не указана
- Ан Сон Хи — исполнительница танца тугарянки

## Съёмочная группа
- Сценарий: Михаил Кочнев
- Постановка: Александр Птушко
- Операторы: Фёдор Проворов, Юлий Кун
- Художник: Евгений Куманьков
- Художник по костюмам: Ольга Кручинина
- Композитор: Игорь Морозов
- Звукооператоры: Мария Бляхина, Владимир Богданкевич
- Второй режиссёр: Дамир Вятич-Бережных
- Второй оператор: Геннадий Цекавый
- Монтаж: М. Кузьмина
- Грим: И. Чеченина
- Комбинированные съёмки:
  - художник: Евгений Свидетелев
  - операторы: Александр Ренков, Борис Травкин
- Конструктор: В. Смирнов
- Редактор: И. Ростовцев
- Директор картины: Глеб Кузнецов
- Оркестр Главного управления по производству фильмов. Дирижёр: Семён Сахаров

## Мировой прокат
Показ фильма состоялся в разных странах, в порядке выхода на экраны: Финляндия, Камбоджа, ГДР, Япония, Швеция, ФРГ, США под адаптированными новыми названиями. Дублированная американская версия The Sword and the Dragon была сокращена на 4 минуты.

## Реставрация
В 2001 году на киностудии «Мосфильм» представили восстановленный фильм, выполненный группой под руководством кинооператора Анатолия Петрицкого. Для реставрации изображения и фонограммы привлекались современные цифровые технологии. 

## Комментарии
1. ↑  Тугары — вымышленный враждебный кочевой народ, собирательный образ, неспроста созвучный с персонажем русских былин Тугариным.